# فریب (فیلم ۱۹۰۹)
فریب (انگلیسی: The Deception) یک فیلم درام به کارگردانی دیوید وارک گریفیت است که در سال ۱۹۰۹ منتشر شد.

## بازیگران
- فلورنس لورنس
- لیندا آرویدسون
- آنیتا هندری
- آرتور وی جانسون
- اوون مور
- مری پیکفورد
- مک سنت
- دورتی وست
- آدل دی‌گارد